# Camponogara
Camponogara is een gemeente in de Italiaanse provincie Venetië (regio Veneto) en telt 13.088 inwoners (31-12-2013). De oppervlakte bedraagt 21,4 km², de bevolkingsdichtheid is 613 inwoners per km².
De volgende frazioni maken deel uit van de gemeente: Calcroci, Campoverardo, Premaore, Prozzolo.

## Demografie
Camponogara telt ongeveer 4113 huishoudens. Het aantal inwoners steeg in de periode 1991-2001 met 11,8% volgens cijfers uit de tienjaarlijkse volkstellingen van ISTAT.
| Jaar | Inwoneraantal |
| ---- | ------------- |
| 1991 | 9756          |
| 2001 | 10.905        |

## Geografie
Camponogara grenst aan de volgende gemeenten: Campagna Lupia, Campolongo Maggiore, Dolo, Fossò.